# Sepp Moser (Politiker)
Sepp Moser (* 1950 in Appenzell) ist ein Schweizer Politiker (CVP).

## Leben
Moser ist in Appenzell aufgewachsen und lebt seither dort. Er eröffnete als selbständiger Treuhänder ein eigenes Büro. Nebenbei leitete er für 16 Jahre die kantonale Tourismusorganisation.
Seine politische Karriere begann er im Schul- und Bezirksrat. Er wurde zum Bezirkshauptmann gewählt und hatte dann während 13 Jahren Einsitz im Grossrat des Kantons Appenzell Innerrhoden. Dort präsidierte er während acht Jahren die staatswirtschaftliche Kommission. Im Jahre 2007 wurde er in die Standeskommission gewählt und hatte dort die Funktion als Säckelmeister (Finanzdirektor) inne. Nach drei Jahren trat er aus gesundheitlichen Gründen zurück.